# بيل توماس (لاعب كرة قاعدة)
بيل توماس (بالإنجليزية: Bill Thomas)‏ هو لاعب كرة قاعدة أمريكي، ولد في 8 ديسمبر 1877 في نوريستاون ‏ في الولايات المتحدة، وتوفي في 14 يناير 1950 في Evansburg, Pennsylvania ‏ في الولايات المتحدة.

## وصلات خارجية
- ويليام توماس على موقعبيزبول رفرنس.كوم (الدوري الرئيسي) (الإنجليزية)
- ويليام توماس على موقعبيزبول رفرنس.كوم (الدوري الثانوي) (الإنجليزية)